# 아메리카황조롱이

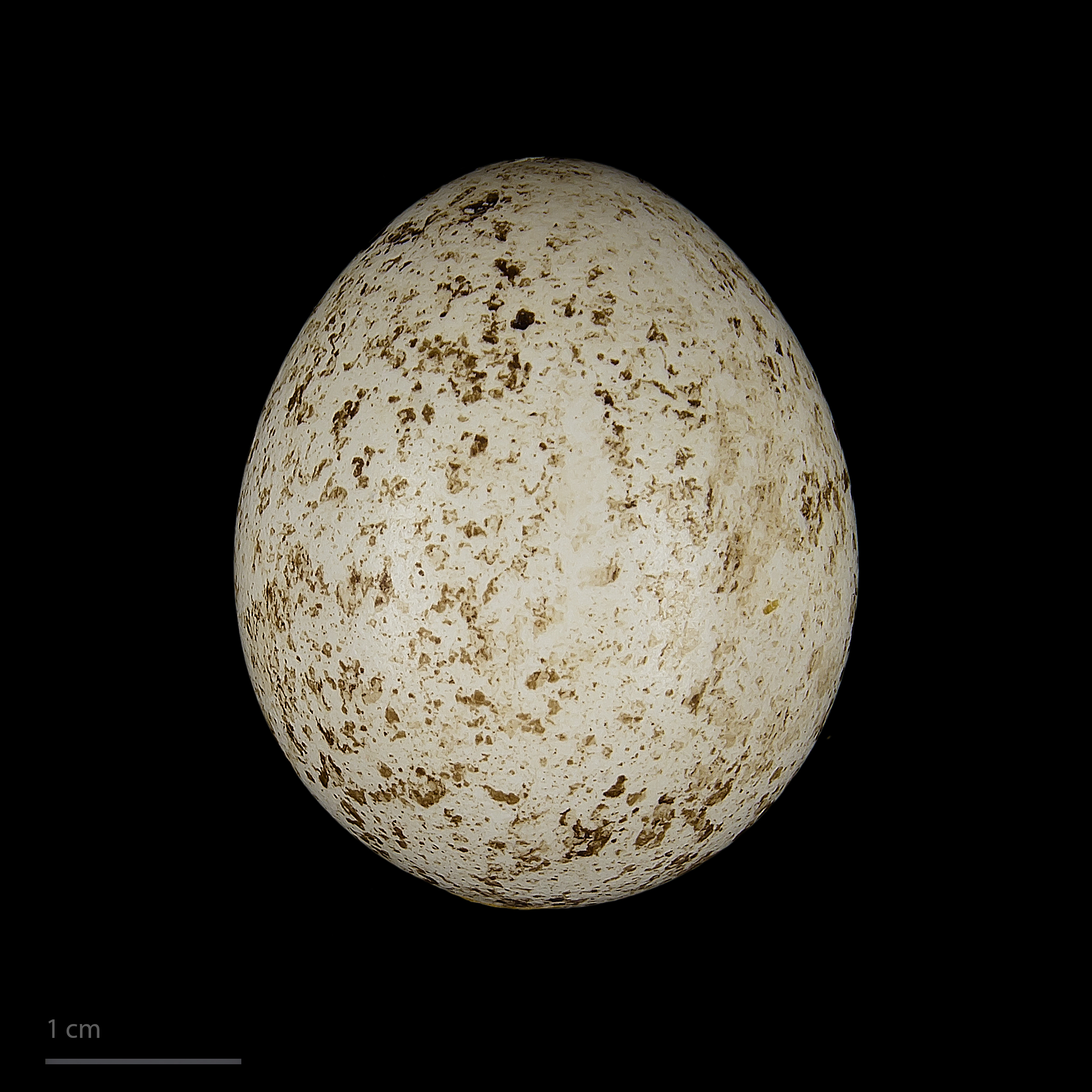
Falco sparverius

## 생태
아메리카황조롱이(American Kestrel)는 북미 전역에 걸쳐 사는 가장 작은 맹금류이다. 몸길이는 12cm~25cm이며 날개폭은 41cm~53cm이다. 또한, 꼬리길이는 10cm~15cm이다. 좋아하는 먹이는 들쥐류, 다람쥐류, 작은 새이다.